# 稲葉製作所

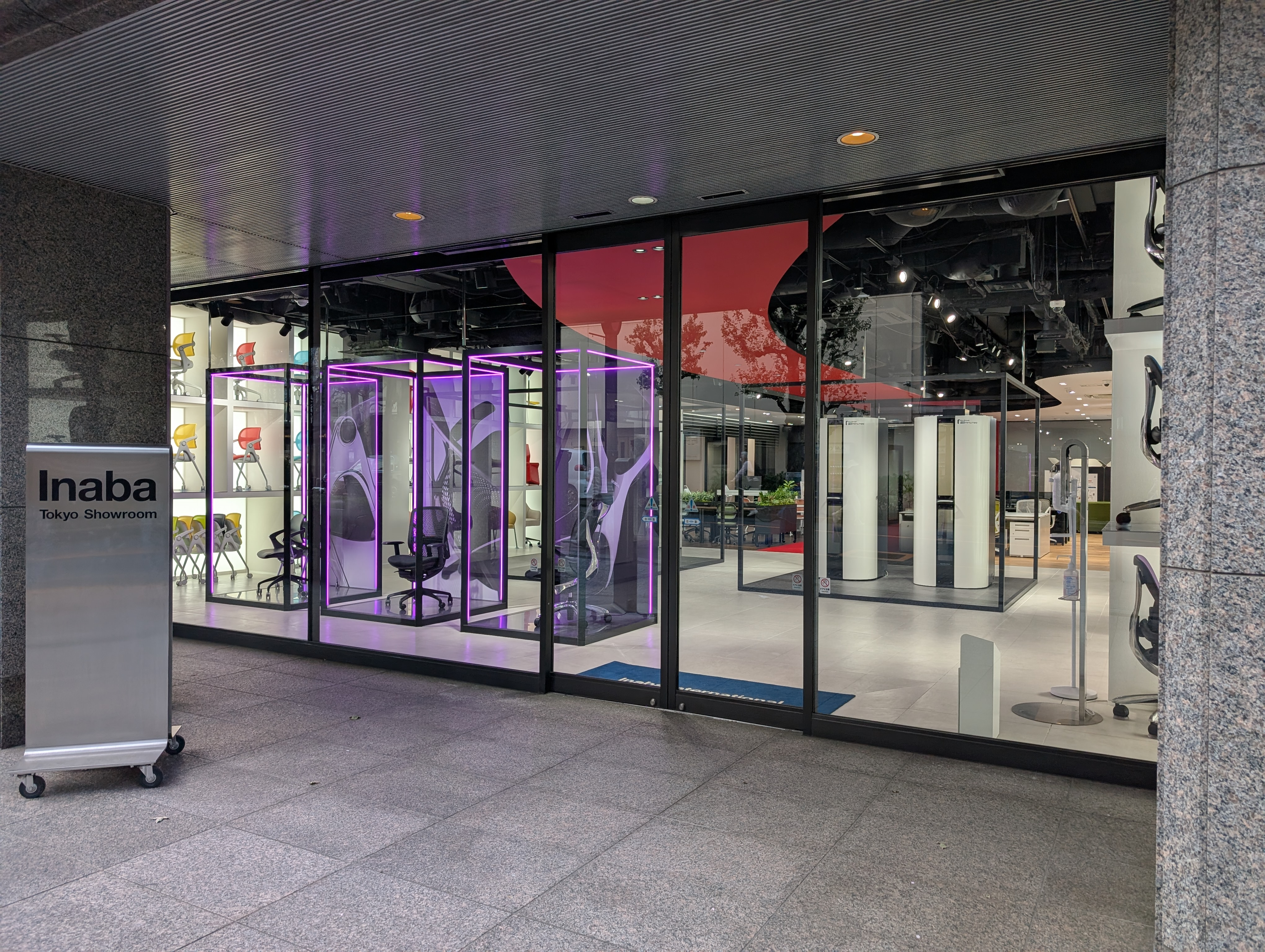
Inaba Tokyo Showroom（渋谷区恵比寿西）

株式会社稲葉製作所（いなばせいさくしょ、INABA SEISAKUSHO Co., Ltd.）は、東京都大田区矢口に本社を置く、日本の家具・物置のメーカーである。
1940年（昭和15年）4月創業、1950年（昭和25年）11月会社設立。『イナバ物置』をブランド名に、主に家庭、オフィス用の家具（机、椅子など）や倉庫などの製造や販売を行う。後述する『やっぱりイナバ、100人乗っても大丈夫!』のテレビCMでも有名。

## 所在地
- 本社 - 東京都大田区
- 工場 - 犬山工場、柏工場、富岡工場
- 営業所 - 札幌、仙台、千葉、東京、神奈川、大阪、名古屋、静岡、広島、福岡
- オフィスショールーム - 東京、大阪
- 配送センター - 日本国内23ヶ所

## 沿革
- 1940年（昭和15年）4月 - 現在の東京都墨田区(当時は東京府東京市)に代表取締役・稲葉庄市がプレス加工業「稲葉製作所」を創業。
- 1950年（昭和25年）11月 - 東京都大田区大森に株式会社稲葉製作所を設立。
- 1959年（昭和34年）2月 - 本社事業所を大田区矢口に移転。
- 1961年（昭和36年）4月 - 鋼製事務用机の生産を開始。
- 1975年（昭和50年）3月 - イナバ物置の生産を開始。
- 1986年（昭和61年）10月 - 事務机「Trygon」でグッドデザイン大賞受賞。
- 1988年（昭和63年）10月 - 事務用椅子の生産を開始。
- 2002年（平成14年）1月 - 東京証券取引所市場第1部に上場。
- 2007年（平成19年）9月 - 本社新社屋完成。
- 2009年（平成21年）9月 - 全社ISO14001認証取得。
- 2010年（平成22年）9月 - オフィスチェア「Xair」でグッドデザイン賞受賞。
- 2013年（平成25年）4月 - 群馬県富岡市にて「イナバ富岡メガソーラー」発電開始。

## 主な製品
（2025年現在）

### 物置・ガレージ・倉庫

#### 「イナバ物置」シリーズ
- NEXTAシリーズ
- モノパルテ
- ドマール（シャッター式）
- ナイソー（断熱構造）
- 小型物置

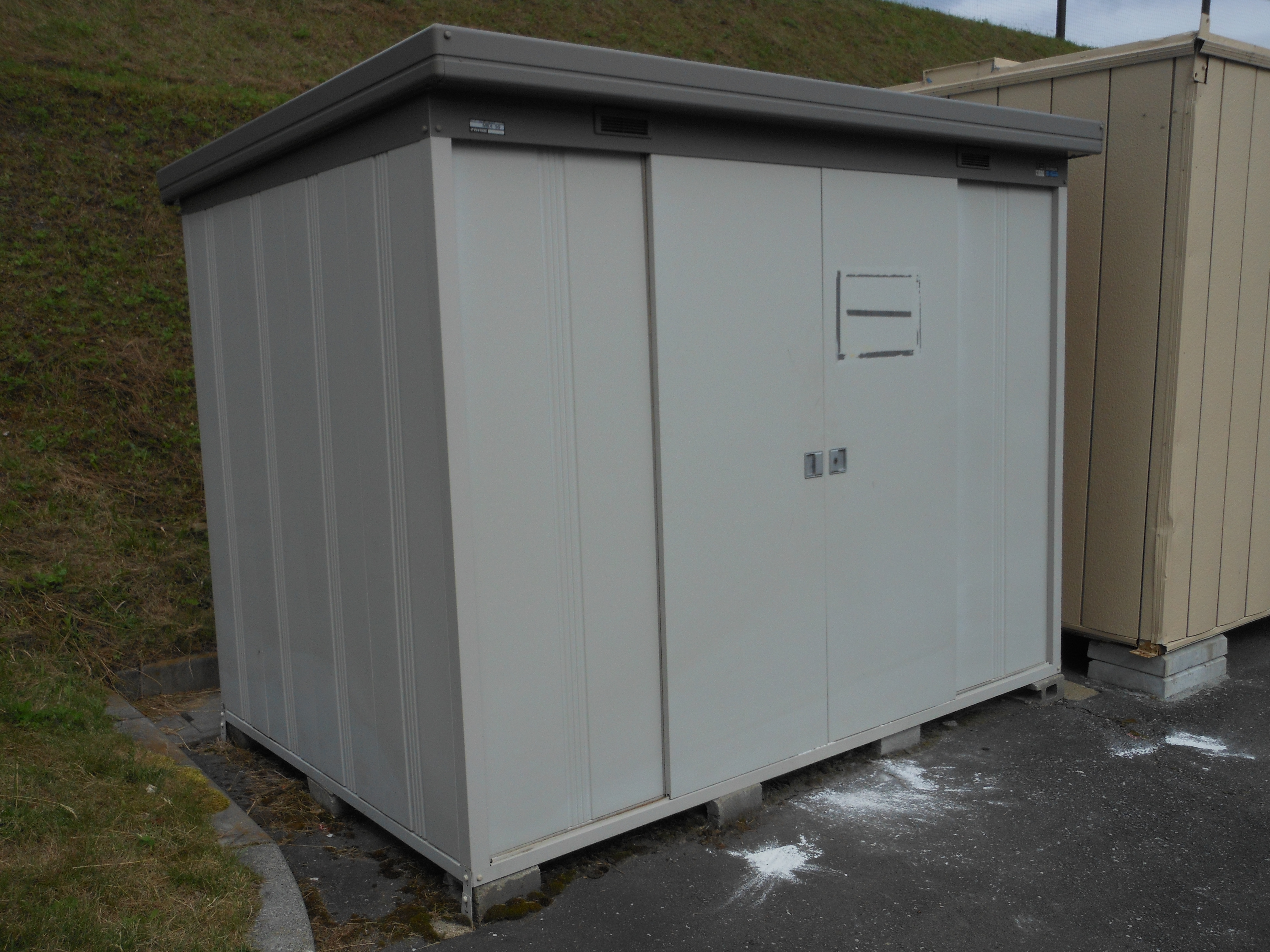
イナバ物置MBX-50。現在は生産終了。

  - 標準タイプ：アイビーストッカー、シンプリー
  - KMXタイプ：ナイソーシスター
- マルチスペース
  - ΣシグマスペースSS2型

#### ガレージシリーズ
- シャコリーナ（車庫）
- ガレーディア
- ブローディア（高級ガレージ）
- バイク保管庫：FXN

倉庫型ガレージ
- デポリーナ
- シャコパルテ

#### 「イナバ倉庫」シリーズ
- イナバ倉庫 SG Type

#### パブリックシリーズ
- NEXTA連続型
- ダストボックス
  - ダストボックスミニ
- 自転車置場

#### 過去の製品
- ベイシーシリーズ（MBW-DL連続型、MBW-L連続型）

#### その他
- イナバボックス（レンタル物置・トランクルーム）

### 事務用品
- デスク
  - ワークプレイスデスク：Frei
  - オフィスデスク：Duena
  - Trygon
  - Novie
- ワゴン
- チェア
  - Xair
  - Yera
  - initio（トリクラインチェア）
  - バルチェ
  - Swin
- パーティション
  - portia
  - FSRパネル
  - LMパネル
  - Yurt
- 書庫「TF」「Legna」「iprea」
- カウンター「TFカウンター」

## テレビCM
100人でイナバ物置（ガレージ）に乗っかり『やっぱりイナバ、100人乗っても大丈夫!』と叫ぶコマーシャルで知られる。このCMは1987年（昭和62年）から行われており、社長による陣頭指揮の下、毎年7月の決算で営業成績が良い代理店社長から順に前から座ることになっており、8月に収録、関東地区を中心に全国で、毎年9月上旬から放映される。2020年から約3年間はコロナ禍で密になるとの理由で休止していたが、2023年9月より新作CMの放映が再開されている。なお、CMは過去のものも含め公式サイトでも閲覧できるほか、公式SNS（Instagram、YouTube）でも視聴可能。
撮影に使用されるガレージは、撮影用の特注品ではなく通常販売されるものであり、「多雪地型」と呼ばれる積雪地向けに屋根を強化したものを使用している。
毎年、7月の株主優待でCMの写真を使った図書カードが獲得できる（写真は毎年更新）。
イナバ物置発売開始50周年となる2025年にはタイ市場へ進出、これを記念し、現地バージョンのCMを制作した。日本でも正月特番で放送されたほか、公式SNSでも公開している。

## 提供番組
- 池上彰の元日初解説 2025年はこうなる!（テレビ東京系列、2025年1月1日）
- BABA抜き最弱王決定戦2025新春SP（フジテレビ系列、2025年1月3日）
- マツコの知らない世界新春SP（TBS系列、2025年1月3日）
- エキサイトナイター（TBSラジオ）